# جيمس أشتون
جيمس أشتون (بالإنجليزية: James Ashton)‏ هو صحفي وسياسي أسترالي، ولد في 8 مايو 1864، وتوفي في 6 أغسطس 1939. حزبياً، نشط في حزب التجارة الحرة. وقد انتخب عضو الجمعية التشريعية نيو ساوث ويلز وانتخب عضو المجلس التشريعي نيو ساوث ويلز.